# Synodontis aterrima
Synodontis aterrima és una espècie de peix de la família dels mochòkids i de l'ordre dels siluriformes.

## Morfologia
Els mascles poden assolir els 11,5 cm de llargària total.

## Distribució geogràfica
Es troba a Àfrica: conca central del riu Congo.